# Ilex yurumanguinis
Ilex yurumanguinis är en järneksväxtart som beskrevs av José Cuatrecasas. Ilex yurumanguinis ingår i släktet järnekar, och familjen järneksväxter. Inga underarter finns listade i Catalogue of Life.